# Damastes
Genre
Damastes est un genre d'araignées aranéomorphes de la famille des Sparassidae.

## Distribution
Les espèces de ce genre se rencontrent à Madagascar, au Mozambique et aux Seychelles.

## Liste des espèces
Selon World Spider Catalog (version 17.5, 16/01/2017) :
- Damastes atrignathus Strand, 1908
- Damastes coquereli Simon, 1880
- Damastes decoratus (Simon, 1897)
- Damastes fasciolatus (Simon, 1903)
- Damastes flavomaculatus Simon, 1880
- Damastes grandidieri Simon, 1880
- Damastes majungensis Strand, 1907
- Damastes malagassus (Fage, 1926)
- Damastes malagasus (Karsch, 1881)
- Damastes masculinus Strand, 1908
- Damastes nigrichelis (Strand, 1907)
- Damastes nossibeensis Strand, 1907
- Damastes oswaldi Lenz, 1891
- Damastes pallidus (Schenkel, 1937)
- Damastes sikoranus Strand, 1906
- Damastes validus (Blackwall, 1877)

## Publication originale
- Simon, 1880 : Révision de la famille des Sparassidae (Arachnides). Actes de la Société Linnéenne de Bordeaux, vol. 34, p. 223-351 (texte intégral).